# Ніколаєв Костянтин Анатолійович
Костянтин Анатолійович Ніколаєв (19 листопада 1943, селище М'якіт, тепер Ягоднинського району Магаданської області, Російська Федерація) — радянський діяч, машиніст бульдозера, майстер дільниці тресту «Мосбудмеханізація» № 3 проєктно-будівельного об'єднання «Моспромбуд». Член ЦК КПРС у 1990—1991 роках.

## Життєпис
Народився в родині службовців. Закінчив сім класів середньої школи у селищі М'якіт, потім вечірню школу.
У 1959—1961 роках — токар ремонтної бази Східно-Сибірського річкового пароплавства в місті Іркутську.
У 1961—1969 роках — машиніст копальні «Горный» Магаданської області.
У 1969—1991 роках — механізатор, машиніст бульдозера управління механізації № 42 тресту «Мосбудмеханізація» № 3 проєктно-будівельного об'єднання «Моспромбуд» при виконавчому комітеті Московської міської ради народних депутатів.
Член КПРС з 1973 року.
У 1973—1974 роках навчався у професійно-технічному училищі механіко-будівельно-дорожніх механізмів у Москві.
З 1991 року — майстер дільниці тресту «Мосбудмеханізація» № 3 проєктно-будівельного об'єднання «Моспромбуд» при виконавчому комітеті Московської міської ради народних депутатів.
З 1992 року — голова Московського комітету Робітничої партії Росії.
13 червня 1992 року ініціативна група членів ЦК КПРС на чолі з Костянтином Ніколаєвим та Олексієм Пригаріним, з дозволу Конституційного суду РФ, провела збори членів ЦК партії, які оголосили себе пленумом ЦК й ухвалили рішення про скликання Всесоюзної партконференції. Було обрано Оргкомітет ЦК КПРС під головуванням Костянтина Ніколаєва та його заступника Олексія Пригаріна. 10 жовтня 1992 року в Москві пройшла XX Всесоюзна конференція, яка підтвердила рішення зборів членів ЦК КПРС, розглянула проєкти нової Програми та Статуту КПРС та ухвалила рішення про підготовку XXIX з'їзду КПРС.
З 1993 по 2004 рік — заступник голови ради Союзу комуністичних партій — Комуністичної партії Радянського Союзу.
У 1995 році закінчив факультет соціально-економічного управління виробництвом Російського гуманітарного університету.
З 2012 року — перший секретар ЦК КПРС (Ніколаєва).